# Ramón K. Pérez
Pour les articles homonymes, voir Pérez.
Ramón K. Pérez (né le 4 juin 1973 en Ontario) est un auteur de bande dessinée canadien.

## Œuvres publiées en français
- Degrassi : Nouvelle Génération t. 2 : Pour l'amour d'Emma (dessin), avec J. Torres (en) (scénario), Albin Michel, coll. « Peps », 2007.
- Résistance (dessin), avec Mike Costa (scénario), Fusion Comics, 2 vol., 2009.
- Jim Henson's Tale of Sand, d'après un scénario de Jim Henson et Jerry Juhl, Paquet, 2012.

## Prix et récompenses
- 2012 :
  -  Prix Eisner du meilleur album pour Jim Henson's Tale of Sand
  -  Prix Harvey du meilleure album original, de la meilleure histoire pour Jim Henson's Tale of Sand
  -  Prix Joe Shuster du meilleur auteur pour Jim Henson's Tale of Sand